# Маркус Бергер
Ма́ркус Бе́ргер (нім. Markus Berger, нар. 21 січня 1985, Зальцбург, Австрія) — австрійський футболіст, центральний захисник. Син відомого австрійського футболіста Ганса-Петера Бергера. Також має брата — Ганса-Петера. Насамперед відомий виступами за австрійський «Рід», португальську «Академіку» з Коїмбри, а також молодіжну збірну Австрії. У складі цих команд став срібним призером найвищого дивізіону чемпіонату Австрії, золотим призером першої ліги Австрії, володарем юнацького клубного кубку DFB та фіналістом кубку України, а також бронзовим призером чемпіонату Європи (U-19). Рекордсмен з проведених матчів у складі австрійської молодіжної збірної.

## Життєпис

### Клубна кар'єра
Маркус Бергер народився 21 січня 1985 року у Зальцбурзі. Його батько, Ганс-Петер Бергер, був футболістом і багато років грав у зальцбурзькій «СВ Аустрії», тому Маркус, як і його брат, Ганс-Петер, з дитинства грали у футбол. У восьмирічному віці батьки хлопця віддали його до місцевої футбольної школи футбольного клубу «Зальцбург». Через чотири роки Маркус, у дванадцятирічному віці, переходить до футбольної школи одного з Австрійських грандів — зальцбурзької «Аустрії». Однак, відігравши там ще два роки на юнацькому рівні, юний футболіст переїхав до Німеччини і грав там. Спочатку у юнацькій команді футбольного клубу «Штутгарт», а згодом у франкфуртському «Айнтрахті». У складі «орлів» Маркус навіть провів один матч у дублюючому складі команди проти футбольного клубу «Штутгартер Кікерс». Бергер вийшов тоді на 83-й хвилині матчу, замінивши тоді Даніеля Барадаша, однак, «Айнтрахт-2», все ж, програв з рахунком 1:0, а Маркус не зміг втриматися у команді і повернувся до Австрії.
У професійному футболі дебютував 2004 року виступивши за футбольний клуб «Рід» з міста Рід-на-Інкрайсі. На той час «вікінги» знаходили у другому за силою дивізіоні чемпіонату Австрії. У першому ж сезоні разом із командою Маркус, провівши 29 матчів та забивши 1 м'яч, зайняв перше місце у лізі., що дозволило наступного сезону дебютувати футболісту в австрійській бундеслізі. У найвищому дивізіоні Бергер відіграв сій перший матч 30 липня 2005 року проти віденьської «Аустрії». Всього Маркус провів три сезони, взявши участь у 69 офіційних матчі. Більшість часу, проведеного у складі «Ріда», він був основним гравцем команди, за цей час австрієць став срібним призером місцевого чемпіонату 2006–2007 років. Наступного ж, 2007 року, Бергер приєднався до складу клубу коїмбраського «Академіка». На початку 2009 року австійський центральний захисник мав можливість переїхати до шотландського Единбургу, грати у місцевому «Гіберніані», однак контракт підписати не вдалося і Бергер залишився у Португалії. Відіграти за клуб 71 матч в чемпіонаті Португалії та забив п'ять голів, однак після п'яти проведених сезонів у складі клубу відмовився продовжувати контракт.
30 грудня 2011 року Бергер підписав трирічний контракт з одеським «Чорноморцем», що коштував клубу 150 тис. €. За перші два сезони 2011–2012 та 2012–2013 Маркус відіграв 35 матчів у прем'єр лізі України та 4 у Кубку України. Наступного сезону Маркус разом із командою потрапив до Ліги Європи. На початку 2014 року через надзвичайно важку суспільно-політичну ситуацію у країні футболіст розірвав контракт за обопільною згодою. Разом із ним «Чорноморець» покинула низка інших легіонерів, зокрема Пабло Фонтанелло, Франк Джа Джедже, Андерсон Сантана та Сіто Рієра.
Після розірвання контракту з українським клубом 29-ти річний Маркус підписав новий контракт з норвезьким футбольним клубом «Старт» з міста Крістіансанн.

#### Статистика виступів
| Клуб | Ліга              | Сезон             | Чемпіонат | Чемпіонат | Кубок | Кубок | Єврокубки | Єврокубки | Інші змагання | Інші змагання | Інші змагання | Всього | Всього |
| Клуб | Ліга              | Сезон             | Ігор      | Голів     | Ігор  | Голів | Ігор      | Голів     | Назва         | Ігор          | Голів         | Ігор   | Голів  |
| --- | ----------------- | ----------------- | --------- | --------- | ----- | ----- | --------- | --------- | ------------- | ------------- | ------------- | ------ | ------ |
| «Старт» К | ТЛ                | 2014              | 9         | 1         | 0     | 0     | -         | -         | -             | -             | -             | 9      | 1      |
| «Старт» К | Всього            | Всього            | 9         | 1         | 0     | 0     | 0         | 0         |               | 0             | 0             | 9      | 1      |
| «Чорноморець» О | ПЛ                | 13-14             | 17        | 0         | 0     | 0     | 13        | 0         | СУ            | 1             | 0             | 31     | 0      |
| «Чорноморець» О | ПЛ                | 12-13             | 25        | 0         | 3     | 0     | -         | -         | -             | -             | -             | 28     | 0      |
| «Чорноморець» О | ПЛ                | 11-12             | 10        | 0         | 1     | 0     | -         | -         | -             | -             | -             | 11     | 0      |
| «Чорноморець» О | Всього            | Всього            | 52        | 0         | 4     | 0     | 13        | 0         |               | 1             | 0             | 70     | 0      |
| «Академіка» К | ПЛ                | 11-12             | 6         | 0         | 4     | 2     | -         | -         | КлП           | 2             | 0             | 12     | 2      |
| «Академіка» К | ПЛ                | 10-11             | 27        | 2         | 5     | 0     | -         | -         | КлП           | 1             | 0             | 33     | 2      |
| «Академіка» К | ПЛ                | 09-10             | 22        | 2         | 2     | 0     | -         | -         | КлП           | 5             | 0             | 29     | 2      |
| «Академіка» К | ПЛ                | 08-09             | 7         | 0         | 0     | 0     | -         | -         | -             | -             | -             | 7      | 0      |
| «Академіка» К | ПЛ                | 07-08             | 9         | 1         | 0     | 0     | -         | -         | -             | -             | -             | 9      | 1      |
| «Академіка» К | Всього            | Всього            | 71        | 5         | 11    | 2     | 0         | 0         |               | 8             | 0             | 90     | 7      |
| «Рід» | БЛ                | 06-07             | 14        | 2         | 1     | 0     | 4         | 0         | -             | -             | -             | 19     | 2      |
| «Рід» | БЛ                | 05-06             | 18        | 0         | 3     | 0     | -         | -         | -             | -             | -             | 21     | 0      |
| «Рід» | 1Л                | 04-05             | 29        | 1         | 0     | 0     | -         | -         | -             | -             | -             | 29     | 1      |
| «Рід» | Всього            | Всього            | 61        | 3         | 4     | 0     | 4         | 0         |               | 0             | 0             | 69     | 3      |
| Всього за кар'єру | Всього за кар'єру | Всього за кар'єру | 193       | 9         | 19    | 2     | 17        | 0         |               | 9             | 0             | 238    | 11     |
| 1Л — перша ліга; БЛ — Бундесліга; ПЛ — Прем'єр-ліга; КлП — Кубок ліги Португалії; СУ — суперкубок України; ТЛ — Тіппеліга. |                   |                   |           |           |       |       |           |           |               |               |               |        |        |
| Останнє оновлення 20 травня 2014.                                                                                          |                   |                   |           |           |       |       |           |           |               |               |               |        |        |

### Збірна
Протягом 2004–2007 років Бергер викликався до складу молодіжної збірної Австрії. Свій перший матч у складі цієї команди Маркус провів 7 вересня 2002 року проти молодіжної збірної Молдави, вийшовши на перших хвилинах у стартовому складі на поле, Бергер відіграв усі 90 хвилин, а австрійці того дня виграли 1:0. На молодіжному рівні зіграв у 32 офіційних матчах, ставши таким чином рекордсменом з проведених матчів за молодіжну збірну.

## Титули, рекорди та досягнення

### Європа
- Бронзовий призер чемпіонату Європи (U-19) (1): 2003.

### Австрія
- Срібний призер Бундесліги чемпіонату Австрії (1): 2006—2007.
- Золотий призер першої ліги чемпіонату Австрії (1): 2004—2005.

### Німеччина
- Володар юнацького клубного кубку DFB (1): 2001.

### Україна
- Фіналіст Кубка України (1): 2012—2013.

### Рекорди
- Найбільша кількість матчів у складі молодіжної збірної Австрії. (32)